# Teatrul din Copou
Teatrul Național din Copou este o clădire istorică din Iași, astăzi dispărută, în care a funcționat timp de 42 de ani Teatrul Național din Iași. Proprietate a domnitorului Mihail Sturza și fost palat domnesc, clădirea a fost amenajată pentru a găzdui reprezentații teatrale, primul spectacol având loc pe 22 decembrie 1846. Clădirea a fost mistuită de foc în noaptea dintre 17-18 februarie 1888.

## Istoric
Prima clădire din Iași amenajată pentru a găzdui spectacole de teatru a fost „Théâtre des Variétés” (Teatrul de varietăți), inaugurată la 4 decembrie 1832, după lucrările de transformare realizate de arhitectul Johann Freywald casei agăi Lascărache Costache. 
Crescând numărul trupelor teatrale locale sau în trecere prin oraș, clădirea a devenit repede neîncăpătoare. A fost închiriată de la domnitorul Mihail Sturdza casa lui Teodor Balș, pe care acesta o moștenise și care slujise drept palat domnesc lui Ioniță Sandu Sturdza. Clădirea, situată cam la jumătatea distanței între Râpa Galbenă și Parcul Copou, a fost amenajată de Alexandru Costinescu, care a realizat „un parter amfiteatral, congiurat cu trei rânduri de lojă și cununat cu o galerie și o scenă întinsă.”
Inaugurarea a fost realizată la 22 decembrie 1846 jucându-se tabloul vivant Bătălia moldovenilor cu cavalerii teutoni la Marienburg de Gheorghe Asachi și vodevilul Vicontele de Letorier de Bayard și Dumanoir. La Teatrul din Copou au fost montate și spectacole de operă, clădirea fiind cunoscută și sub numele de Teatrul de Operă. Pe scena teatrului au fost reprezentate pentru prima dată piesele lui Vasile Alecsandri având-o ca personaj principal pe Coana Chirița precum și, la 26 decembrie 1848, prima operetă românească, Baba Hârca, libretul fiind scris de Matei Millo iar muzica compusă de Alexandru Flechtenmacher. Pe scena acestui teatru au fost jucate piese de teatru, opere și operete în limba română sau franceză de către trupele teatrale din Iași sau numeroasele trupe române sau străine în turneu aici.

#### Incendiul
Clădirea a fost distrusă în noaptea de 17/18 februarie 1888 de un incendiu, după terminarea repetiției cu piesa René de Emile Zola a cărei premieră urma să aibă loc în seara următoare. Clădirea s-a mistuit până la temelii, din incendiu fiind salvate doar „arhiva, o mică parte din bibliotecă, ceva mobilier, cei doi arabi cu candelabrele lor (dealtfel, păstrați și azi, cu sfințenie) și un ceasornic mare de birou, din cabinetul de lucru al fostului domnitor Grigore Ghika”.
Pentru originea focului au fost incriminate sobele însă Emanoil Manoliu, artist societar al naționalului ieșean, presupunea că incendiul fusese provocat cu bună știință căci focul pornise „din patru părți”.
Rămași fără sală de spectacole (Teatrul de Varietăți fusese demolat din 1869), în urma intervenției primului ministru Ion C. Brătianu, actorii primesc un ajutor de 10.000 lei de la Eforia Spitalelor Civile. Până la construirea noii clădiri a teatrului pe locul fostei primării și a Mănăstirii Dancu, sediu inaugurat la 1 decembrie 1896, actorii au continuat să susțină spectacole pe micile scene ale sălilor Pastia, amenajată prin sârguința primarului Scarlat Pastia la Hotelul România, și Circului Sodoli, sau, timp de mai multe sezoane, au plecat în turneu, cu Aristizza Romanescu și Grigore Manolescu.

## Legături externe
- Petru Iosipescu (18 februarie 2012), „File din istoria Iasiului: Vila cu turnișor pătrat și teatrul de la Copou”, Ziare.com, accesat în 4 mai 2014
- Petru Iosipescu (30 august 2008), „La pas, prin Copoul de altădată”, Evenimentul, accesat în 4 mai 2014
- Ion Mitican, „Istoria construirii Teatrului Național (1)”, Curierul de Iași, 21 mai 2012.
- Anna Borca, „Hanul din vremea Unirii”, Jurnalul Național, 24 ianuarie 2007.